# Цюйчжоу
Цюйчжоу (кит. спр. 衢州市, піньїнь: Qúzhōu Shì) — місто-округ в східнокитайській провінції Чжецзян.

## Географія
Цюйчжоу розташовується на заході провінції на схід від пасма Уїшань.

### Клімат
Місто знаходиться у зоні, котра характеризується вологим субтропічним кліматом. Найтепліший місяць — липень із середньою температурою 29.4 °C (85 °F). Найхолодніший місяць — січень, із середньою температурою 5.6 °С (42 °F).
| Клімат Цюйчжоу                            | Клімат Цюйчжоу | Клімат Цюйчжоу | Клімат Цюйчжоу | Клімат Цюйчжоу | Клімат Цюйчжоу | Клімат Цюйчжоу | Клімат Цюйчжоу | Клімат Цюйчжоу | Клімат Цюйчжоу | Клімат Цюйчжоу | Клімат Цюйчжоу | Клімат Цюйчжоу | Клімат Цюйчжоу |
| Показник                                  | Січ.           | Лют.           | Бер.           | Квіт.          | Трав.          | Черв.          | Лип.           | Серп.          | Вер.           | Жовт.          | Лист.          | Груд.          | Рік            |
| Абсолютний максимум, °C                   | 22             | 26             | 27             | 32             | 35             | 37             | 42             | 42             | 37             | 37             | 31             | 22             | 42             |
| Середній максимум, °C                     | 8              | 10             | 13             | 20             | 25             | 28             | 32             | 32             | 27             | 22             | 17             | 11             | 21             |
| Середня температура, °C                   | 5              | 7              | 11             | 17             | 22             | 25             | 29             | 28             | 24             | 19             | 13             | 7              | 17             |
| Середній мінімум, °C                      | 2              | 4              | 7              | 13             | 18             | 22             | 25             | 25             | 21             | 15             | 9              | 3              | 13             |
| Абсолютний мінімум, °C                    | −10            | −7             | 0              | 5              | 10             | 15             | 19             | 17             | 12             | 2              | −2             | −5             | −10            |
| Норма опадів, мм                          | 66.3           | 117.2          | 178            | 206.5          | 262.7          | 280.3          | 131.8          | 89.5           | 104.6          | 75.8           | 61.8           | 49.8           | 1624.3         |
| Днів з опадами                            | 14,1           | 15,2           | 18,9           | 18,2           | 18,2           | 16,2           | 11,4           | 11,2           | 11             | 10,3           | 10,3           | 12,2           | 167,2          |
| Вологість повітря, %                      | 78.3           | 80.3           | 81.7           | 80.9           | 80.2           | 82.7           | 77.4           | 75.6           | 78.8           | 77.9           | 76.7           | 76.1           | 78.9           |
| ----------------------------------------- | -------------- | -------------- | -------------- | -------------- | -------------- | -------------- | -------------- | -------------- | -------------- | -------------- | -------------- | -------------- | -------------- |
| Джерело: Weatherbase, Weatherbase (опади) |                |                |                |                |                |                |                |                |                |                |                |                |                |

## Адміністративний поділ
Міський округ поділяється на 2 райони, 1 місто і 3 повіти:
| Карта                                       | Карта    | Карта    | Карта            |
| ------------------------------------------- | -------- | -------- | ---------------- |
| Кайхуа Чаншань Кечен Цюйцзян Лун'ю Цзяншань |          |          |                  |
| Статус                                      | Назва    | Оригінал | Населення (2020) |
| Район                                       | Кечен    | 柯城区   | 528 847          |
| Район                                       | Цюйцзян  | 衢江区   | 373 920          |
| Місто                                       | Цзяншань | 江山市   | 494 412          |
| Повіт                                       | Кайхуа   | 开化县   | 258 810          |
| Повіт                                       | Лун'ю    | 龙游县   | 360 229          |
| Повіт                                       | Чаншань  | 常山县   | 259 966          |